# Hanseki Hōkan
La restitution des terres et des registres (版籍奉還, hanseki hōkan) est une réforme majeure de la Restauration de Meiji, mise en œuvre en 1869, par laquelle les seigneurs féodaux (daimyōs) remirent volontairement à l’empereur la propriété des terres qu’ils gouvernaient et les registres de population qui leur servaient de base fiscale. Officiellement approuvée par un édit impérial le 25 juillet 1869, cette mesure visait à abolir la souveraineté des domaines (han) tout en conservant temporairement leurs structures administratives. Les anciens daimyōs furent renommés gouverneurs de leurs anciens fiefs, désormais considérés comme territoires de l’État, préparant ainsi la centralisation complète du pays.

## Contexte

### Le système Fuhanken Sanchisei
Le système fuhanken sanchisei est une structure transitoire mise en place par le nouveau gouvernement Meiji en juin 1868, dans le cadre de la réorganisation du territoire national après la chute du shogunat. Il est officiellement instauré par la Charte du gouvernement (seitaisho (ja)) du 11 juin 1868, et divise le pays en trois catégories de juridictions : 
- Les préfectures urbaines (fu), qui regroupent les territoires les plus importants politiquement ou économiquement
- Les domaines féodaux (han), qui sont les territoires gouvernés par les anciens daimyō, devenus administrativement des subdivisions du gouvernement Meiji après 1869
- Les préfectures rurales (ken), qui regroupent le reste des terres, notamment les terres confisquées au shogunat ou aux han considérés comme ennemis de la cour pendant la guerre de Boshin

Ce système reflète donc une coexistence institutionnelle : certaines régions sont déjà passées sous contrôle direct du pouvoir central par la confiscation, tandis que les domaines restés loyaux à la cour impériale conservent encore leur autonomie. Le fuhanken sanchisei ne marque pas encore la fin du système féodal, mais constitue une étape intermédiaire vers la centralisation, qui se poursuivra avec le hanseki hōkan en 1869, puis l'abolition du système han en 1871.

### Émergence du Hanseki Hōkan
Au sein du nouveau gouvernement, plusieurs figures majeures issues des domaines de Satsuma et de Chōshū, telles que Terashima Munenori, Mori Arinori, Kido Takayoshi et Itō Hirobumi, critiquèrent les limites du système féodal (bakuhan seitai (ja)) et appelèrent à sa réforme.
En novembre 1867, Terashima Munenori soumit à son seigneur Shimazu Tadayoshi un mémoire recommandant la restitution à la cour impériale des terres et des populations sous contrôle du domaine. En février 1868, Shimazu Tadayoshi fit un geste symbolique en restituant 100 000 koku pour financer la création de la garde impériale.
En décembre 1867, Kido Takayoshi proposa au domaine de Chōshū de restituer à la cour impériale les provinces de Buzen et d’Iwami, occupées après la seconde expédition militaire menée par le shogunat contre Chōshū en 1866. En janvier 1868, le domaine fit officiellement cette demande, acceptée par le gouvernement qui plaça ces territoires sous administration provisoire du domaine.
Kido Takayoshi présenta à deux reprises, en février et juillet 1868, des propositions soulignant la nécessité de procéder à la restitution des terres et registres. Itō Hirobumi, alors gouverneur de la préfecture de Hyōgo, soumit en octobre 1868 un mémoire défendant l’instauration d’un système administratif de type gunken (郡県制 (ja)) et la création d’une armée permanente à partir des soldats de retour de la guerre de Boshin. En janvier 1869, il rédigea un programme national appelé Hyōgo-ron reprenant ces idées. Dans ce contexte, en novembre 1868, Sakai Tadakuni, seigneur du domaine de Himeji, présenta un mémoire en faveur du hanseki hōkan, en accord avec les propositions d’Itō.

### Situation des domaines féodaux
À cette période, de nombreux domaines à travers le Japon étaient confrontés à des difficultés majeures, notamment des troubles internes liés à la guerre de Boshin ainsi que des problèmes financiers. Sous le shogunat d’Edo, chaque daimyō devait obtenir à chaque succession la confirmation officielle de ses terres par le shōgun. Cependant, avec l’effondrement du gouvernement Tokugawa, cette base juridique de la propriété foncière disparut.
Durant la guerre de Boshin, l’utilisation d’armes modernes mit en lumière l’incapacité des seigneurs féodaux à exercer un commandement militaire efficace, ce qui affaiblit leur autorité dans leurs propres domaines. Les destructions et la perte de prestige des daimyō provoquèrent une recrudescence des révoltes paysannes, particulièrement dans les régions du Kantō et du Tōhoku, perturbant la collecte des impôts fonciers.
Le hanseki hōkan présenté par Sakai Tadakuni s’inscrivait également dans un contexte de conflits internes. En mai 1868, l’ancien seigneur Sakai Tadayoshi — dernier tairō du shogunat Tokugawa — adressa de sa propre initiative une pétition au nouveau gouvernement demandant la confiscation de son propre fief. Il manifestait son mécontentement face à la rupture des liens de suzeraineté entre les maisons Tokugawa et Sakai, ainsi qu’au traitement réservé à la famille Tokugawa, déclarée ennemie de la cour. Cette démarche entraîna une purge des partisans du shogunat au sein du domaine.
Le pouvoir revint alors à la faction favorable à la restauration impériale (sonnō-ha), qui, tout en prônant une réforme centralisatrice, reprit les orientations de Tadayoshi. C’est dans ce cadre qu’elle soumit un mémoire demandant l’abolition du système des domaines au profit d’un régime administratif directement contrôlé par le gouvernement central.

### La pétition sur lehanseki hōkan
Le 14 janvier 1869, Ōkubo Toshimichi, Hirozawa Masami et Itagaki Taisuke se réunirent à la résidence de Maruyama à Kyōto pour discuter du hanseki hōkan, sur la base d’un projet de pétition rédigé par Yoshii Tomozane. Les trois domaines convinrent de l’initiative, et y associèrent le domaine de Hizen. Le 20 janvier 1869, les seigneurs des quatre domaines de Satsuma, Chōshū, Tosa et Hizen — Shimazu Tadayoshi, Mōri Takachika, Yamanouchi Toyonori et Nabeshima Naomasa — présentèrent conjointement une pétition de restitution des terres et des registres au nouveau gouvernement. Ce document est conservé aux Archives nationales du Japon.
Dans cette pétition, les signataires invoquaient le principe selon lequel « la terre et le peuple appartiennent au souverain » (ōdo ōmin, 王土王民思想 (ja)), affirmant qu’il n’était pas approprié que les seigneurs féodaux possèdent directement les terres et les populations. Toutefois, la formulation restait volontairement vague sur le devenir concret de ces possessions, affirmant que « la cour impériale décidera ce qui doit être donné ou repris », laissant ainsi ouverte la possibilité d’une redistribution. Le nouveau gouvernement accueillit la pétition des quatre domaines avec reconnaissance, saluant leur « esprit de loyauté ». Il annonça qu’une décision serait prise après consultation publique lors d’une réunion à tenir à l’issue du retour de l’Empereur à Tokyo, prévu fin mars 1869.
Dans les semaines qui suivirent, de nombreux autres domaines envoyèrent à leur tour des pétitions similaires. Dès le 28 janvier, des domaines tels que Tottori, Sadowara, Fukui, Kumamoto ou Ōgaki avaient déjà soumis la leur, et au 3 mai, 262 seigneurs féodaux — soit la quasi-totalité — avaient officiellement présenté une pétition de restitution. Ōkuma Shigenobu, alors membre du gouvernement, écrivit dans ses mémoires que beaucoup de daimyō pensaient, ou espéraient à tort, que les terres et les populations restituées leur seraient à nouveau confiées par le gouvernement central.

### Tenue de la Grande Assemblée des Seigneurs Féodaux
Le 21 mai 1869, le gouvernement convoqua à la grande salle du château de Tokyo les hauts fonctionnaires de rang gotōkan et plus, ainsi que des princes impériaux et des membres de la cour, pour tenir une réunion appelée Jōkyoku Kaigi (上局会議). Lors de cette assemblée, furent discutés la promotion de la voie impériale (kōdō kōryū), la colonisation de l’Ezo (actuelle Hokkaidō), ainsi que la nomination des gouverneurs de domaines. Un échange d’opinions eut également lieu au sujet de la restitution du hanseki hōkan.
Au sein du Kōgisho (公議所 (ja)), une assemblée regroupant des représentants élus des domaines, une proposition de Mori Arinori permit d’engager un débat sur l’orientation future à adopter : maintenir le système féodal ou adopter le système des districts et préfectures. La réaction des domaines fut très partagée : 103 se prononcèrent en faveur du système des districts et préfectures, tandis que 102 soutinrent le maintien du système féodal. Les partisans du système des districts étaient majoritairement issus des petits et moyens domaines, pour lesquels la survie du système féodal devenait difficile.

## Mise en œuvre du Hanseki Hōkan
Le 17 juin 1869, la restitution des terres et des registres (hanseki hōkan) fut approuvée par un édit impérial. Le même jour, le Dajōkan publia un décret abolissant les titres de « princes, nobles et seigneurs féodaux » au profit de la création de la noblesse « kazoku ». Ainsi, 285 anciens seigneurs féodaux furent intégrés à la noblesse, aux côtés de 142 familles de la haute cour impériale « kugyō ». Les samouraïs des domaines, y compris les branches cadettes des familles seigneuriales, furent regroupés dans la classe des guerriers « shizoku ».
Par le hanseki hōkan, les anciens seigneurs furent nommés gouverneurs non héréditaires (知藩事 (ja)) de leurs anciens domaines. Toutefois, à titre exceptionnel, pour les domaines nouvellement créés par des branches impériales comme ceux de Tayasu et Hitotsubashi, les anciens seigneurs ne furent pas nommés gouverneurs et les domaines furent immédiatement abolis.
Cette réforme remettait en cause la relation de suzeraineté entre seigneur et vassal, fondée sur le confucianisme néo-confucéen  et le bushidō traditionnel (différent du bushidō moderne), en assimilant gouverneurs et anciens samouraïs à des serviteurs du même souverain — l’État impérial. Cette transformation provoqua des résistances attendues dans plusieurs domaines. Pour atténuer ces tensions, le gouvernement utilisa un langage volontairement vague quant à la portée réelle de la réforme et obtint un accord formel auprès des représentants des domaines réunis au Kōgisho. Cependant, face à un partage quasi égal entre partisans et opposants, une décision de compromis signée par moins de la moitié des représentants fut rendue, décevant le gouvernement.
Par ailleurs, pour apaiser les mécontentements liés à la réforme, le gouvernement instaura la distribution de pensions en récompense aux seigneurs et samouraïs qui avaient soutenu la cause impériale lors de la guerre de Boshin. Certains seigneurs interprétèrent la réforme comme une simple confirmation par la cour impériale de leurs droits déjà acquis lors des successions, ce qui contribua à limiter les oppositions majeures et permit une mise en œuvre relativement pacifique du hanseki hōkan.

## Après leHanseki Hōkan
À la suite du hanseki hōkan, le système des domaines féodaux connut d’importantes réformes. Le droit de percevoir des revenus fonciers dans les provinces fut aboli, et les domaines furent contraints d’adopter un système uniforme de rétribution sous forme de rations de riz. Les domaines furent également tenus de soumettre au gouvernement central des rapports détaillés sur leur situation financière et leurs statistiques internes.
Les émoluments versés aux chihanji (nouvelle appellation des anciens daimyōs) furent fixés à 10 % des revenus annuels de leur domaine. Par ailleurs, 9 % de ces revenus devaient être affectés aux dépenses militaires terrestres et navales, dont la moitié — soit 4,5 % — devait être versée au gouvernement central pour financer la marine. Afin de redresser les finances affaiblies par la guerre de Boshin, le gouvernement imposa une réforme du système de rétribution qui se traduisit par une réduction des rentes, notamment pour les membres de la haute aristocratie guerrière.
Sur le plan politique, la relation de sujétion entre les chihanji et leurs vassaux fut officiellement abolie. L’administration centrale put dès lors recruter des samouraïs sans avoir à en référer à leur domaine d’origine. En outre, les sanji furent intégrés au système administratif central en tant que titulaires d’un rang sōninkan, et nommés officiellement par décret gouvernemental.
Sous l’époque d’Edo, les domaines n’étaient pas tenus d’informer le shogunat de leurs affaires financières ou de leurs nominations internes, qui relevaient de leur pleine autonomie. Cependant, le hanseki hōkan contribua à renforcer la centralisation administrative et à faire reculer cette autonomie.

## Chronologie
(Le calendrier grégorien n'a été adopté qu'en 1873 au Japon, ainsi toutes les dates sont données selon le calendrier lunaire traditionnel japonais)
4e année de Keiō / 1e année de Meiji (1868)
- 21e jour du 4e mois intercalaire : Promulgation par le nouveau gouvernement du Seitai-sho (Charte de gouvernement), désignant les domaines féodaux comme « han » et leurs daimyos comme chihanji, dans le cadre du nouveau système administratif dit « fuhanken sanchisei » (préfecture urbaine, domaine, préfecture rurale).
- 8 septembre : Changement d’ère, début de l’ère Meiji.
- 28 octobre : Mise en place du hanchi shokusei, réglementant la séparation entre l’administration des domaines et les affaires de leurs anciens vassaux, et renforçant ainsi le contrôle du gouvernement sur les han.

2e année de Meiji (1869)
- Janvier : Itō Hirobumi, Mutsu Munemitsu et d’autres soumettent un mémoire en six points intitulé Kokusei Kōmoku.
- 20 janvier : Les quatre grands domaines ayant soutenu la restauration impériale (Satsuma, Chōshū, Tosa, Saga) remettent un mémoire officiel.
- 13 mai : L’affaire est soumise à délibération auprès des assemblées supérieures.
- 17 juin : Approbation du hanseki hōkan par les principaux domaines, y compris les plus puissants.
- 25 juin : À cette date, la restitution est acceptée pour 262 domaines. Le gouvernement promulgue un décret en 11 articles concernant les réformes administratives générales, imposant aux domaines de dresser et de soumettre des statistiques détaillées (revenus, production, population, foyers, etc.) et de fixer les émoluments des chihanji à 10 % de leurs recettes.

3e année de Meiji (1870)
- 2 août : La restitution est approuvée pour l’ensemble des 274 domaines restants, représentant un revenu théorique total de 19,046 millions de koku (réellement 9,261 millions de koku).
- 10 septembre : Promulgation d’un décret précisant que 9 % des revenus annuels des domaines devaient être affectés aux forces terrestres et navales, dont la moitié reversée au gouvernement central pour la marine.

4e année de Meiji (1871)
- 2 février : Les domaines de Satsuma, Chōshū et Tosa offrent des troupes au gouvernement pour constituer une garde impériale.
- 14 juillet : Le décret d'abolition du système han et de création des préfectures est officiellement notifié aux chihanji présents à la capitale, marquant la mise en place définitive du système préfectoral.